# Thunnus tonggol
Espèce
Statut de conservation UICN

 DD  : Données insuffisantes
Thunnus tonggol est une espèce de thon de la famille des Scombridae. Sa désignation FAO est thon mignon.
Le Sultanat d'Oman lui a dédié un timbre, émis en 1999.